# J. C. Spink
Jeffrey Christian Spink (Philadelphia, Pennsylvania, 1972. február 25. – West Hollywood, Kalifornia, 2017. április 18.) amerikai filmproducer. A Los Angeles-i megyei halottkém hivatala megállapította, hogy halálát véletlen kábítószer-túladagolás okozta.

## Filmjei
| Év        | Filmcím                                                           | Tevékenység           | Megjegyzés |
| --------- | ----------------------------------------------------------------- | --------------------- | ---------- |
| 2001      | Kutyák és macskák (Cats & Dogs)                                   | executive producer    |            |
| 2001      | Mesterlővészek (Cheats)                                           | producer              |            |
| 2002      | Outside                                                           | executive producer    |            |
| 2002      | A kör (The Ring)                                                  | co-executive producer |            |
| 2003      | Veszedelmes emlékek (Blind Horizon)                               | co-executive producer |            |
| 2004      | Pillangó-hatás (The Butterfly Effect))                            | producer              |            |
| 2005      | A kör 2. (The Ring Two)                                           | co-executive producer |            |
| 2005      | Anyád napja (Monster-in-Law)                                      | producer              |            |
| 2005      | Erőszakos múlt (A History of Violence)                            | producer              |            |
| 2005      | Éjszakai járat (Red Eye)                                          | executive producer    |            |
| 2005      | Csak barátok (Just Friends)                                       | producer              |            |
| 2006–2009 | Kyle, a rejtélyes idegen (Kyle XY)                                | executive producer    | tv-sorozat |
| 2009      | Másnaposok (The Hangover)                                         | executive producer    |            |
| 2010      | Szökőhév (Leap Year)                                              | executive producer    |            |
| 2011      | A negyedik (I Am Number Four)                                     | executive producer    |            |
| 2011      | Arthur, a legjobb parti (Arthur)                                  | executive producer    |            |
| 2011      | Másnaposok 2. (The Hangover II)                                   | executive producer    |            |
| 2013      | A fantasztikus Burt Wonderstone (The Incredible Burt Wonderstone) | executive producer    |            |
| 2013      | Másnaposok 3. (The Hangover III)                                  | executive producer    |            |
| 2013      | Családi üzelmek (We're the Millers)                               | executive producer    |            |
| 2014      | Zombeavers                                                        | producer              |            |
| 2016      | Beépített tudat (Criminal)                                        | producer              |            |